# Cadre-47/1-Weltmeisterschaft 1982

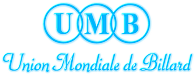
Logo UMB (ausrichtender Verband)

Veranstaltungsort: Duisburg

Die Cadre-47/1-Weltmeisterschaft 1982 war die sechste Cadre 47/1 UMB-Weltmeisterschaft, die bis 1938 im Cadre 45/1 ausgetragen wurde. Das Turnier fand vom 24. April bis zum 2. Mai 1982 in  Duisburg im Ruhrgebiet statt. Es war die zweite Cadre 47/1 Weltmeisterschaft in Deutschland.

## Geschichte
Bis zum fünften Durchgang konnte Thomas Wildförster noch vom Titel träumen. Er war der einzige Akteur, der alle seine Partien gewann. Dann verlor er aber gegen Jean Arnouts und Francis Connesson. Arnouts hatte in der zweiten Spielrunde Connesson besiegt und hatte vor dem letzten Durchgang nur noch Chancen auf den Sieg wenn Wildförster Connesson schlägt, was ja nicht passierte. Connesson siegte mit 300:157 in sechs Aufnahmen und stellte mit 51,81 einen neuen Weltrekord im Generaldurchschnitt (GD) auf. Der zweite deutsche Teilnehmer Klaus Hose besiegte in der vierten Spielrunde Arnouts und wurde am Ende guter Vierter. Arnouts spielte in der ersten Runde gegen Fonsy Grethen Unentschieden, wobei der Luxemburger im Nachstoß mit einer 117er Serie ausglich, und wurde verdienter Zweiter.

## Turniermodus
Es wurde eine Finalrunde im Round Robin System bis 300 Punkte gespielt. Bei MP-Gleichstand wird in folgender Reihenfolge gewertet:
1. MP = Matchpunkte
2. GD = Generaldurchschnitt
3. HS = Höchstserie

## Abschlusstabelle
| MP    | Match Points (Sieger = 2; Unentschieden = 1; Verlierer = 0) |
| Pkte. | Erzielte Karambolagen                                       |
| Aufn. | Benötigte Versuche                                          |
| GD    | Generaldurchschnitt                                         |
| BED   | Bester Einzeldurchschnitt eines Spielers                    |
| HS    | Höchstserie                                                 |
|       | Bester GD des Turniers                                      |
|       | Bester ED des Turniers                                      |
|       | Beste HS des Turniers                                       |
|       | 1. Platz (Gold)                                             |
|       | 2. Platz (Silber)                                           |
|       | 3. Platz (Bronze)                                           |

| Platz                      | Name               | MP   | Pkte. | Aufn. | GD    | BED    | HS  |
| -------------------------- | ------------------ | ---- | ----- | ----- | ----- | ------ | --- |
| 1                          | Francis Connesson  | 12:2 | 1917  | 37    | 51,81 | 150,00 | 285 |
| 2                          | Jan Arnouts        | 11:3 | 2081  | 65    | 32,01 | 75,00  | 220 |
| 3                          | Thomas Wildförster | 10:4 | 1717  | 48    | 35,77 | 60,00  | 188 |
| 4                          | Klaus Hose         | 8:6  | 1624  | 71    | 22,87 | 30,00  | 154 |
| 5                          | Fonsy Grethen      | 7:7  | 1792  | 46    | 38,95 | 100,00 | 263 |
| 6                          | Ludo Dielis        | 6:8  | 1503  | 53    | 28,35 | 42,85  | 126 |
| 7                          | Kurt Mastny        | 2:12 | 951   | 59    | 16,11 | 20,00  | 133 |
| 8                          | Hiroshi Kani       | 0:14 | 959   | 75    | 12,78 | –      | 88  |
| Turnierdurchschnitt: 27,62 |                    |      |       |       |       |        |     |